# 樋口一葉物語
『樋口一葉物語』（ひぐちいちようものがたり）は、日本のテレビドラマ。明治時代の小説家の樋口一葉の生涯を題材としたドラマである。2004年（平成16年）11月1日に、TBSで放送された。樋口一葉の肖像画を用いた新五千円紙幣の発行を記念し、一葉と半井桃水との恋愛を中心として製作された。

## 放送時間
- 月曜21:00 - 22:54（JST）
  - 当時この枠は『月曜ミステリー劇場』だったが、本作は『月曜ミステリー劇場』枠外で放送。

## あらすじ
1886年（明治19年）。樋口なつ子（樋口一葉）は14歳のとき、父の則義の勧めで、歌人の中島歌子が主宰する歌塾「萩の舎」に入門する。早くから歌の才能が開花するものの、兄の泉太郎、父の則義が相次いで死去。自らが戸主として、母の多喜と妹くに子を養う貧しい生活に陥る。やがて小説家の半井桃水に小説の指導を受ける内に、彼に想いを寄せ始める。

## キャスト
- 樋口一葉 - 内山理名[4]
- 樋口則義 - 野口五郎[4]
- 樋口泉太郎 - 内田朝陽[3]
- 樋口多喜 - かとうかずこ[4]
- 樋口くに子 - 前田亜季[4]
- 中島歌子 - 余貴美子[4]
- 半井桃水 - 永井大[4]
- 森鴎外 - 津川雅彦[4]

## 制作
2004年11月に樋口一葉の肖像画を用いた新五千円紙幣が発行されることに記念して制作された。プロデューサーの貴島誠一郎によれば、一葉は悲劇のヒロインとして捉えられることが多く、現代ならば恋愛も文学も成功し、女性として幸福をつかんだはずと考えたことから、「一葉に恋をさせたかった」との意図で、一葉と半井桃水との恋愛を中心とした物語として製作されている。また貴島は、「貧困などに阻まれても、敢えてそれを受け入れて明るく生きた一葉の姿は、現代にも受け入れられる」とも説明した。
主演の内山理名は、NHK大河ドラマ『武蔵 MUSASHI』、テレビ東京の単発ドラマ『竜馬がゆく』に続いて3度目の時代劇出演であり、プロデューサーの貴島は起用の理由を「かつらが似合う女優。クラシックな感じが出る」と説明した。また、内山はテレビ朝日の土曜ワイド劇場『ひまわり〜桶川女子大生ストーカー殺人事件〜』での演技が評価され、放映直後から出演依頼が急増して、今回の起用へと繋がったとも見られている。ドラマでは内山は、14歳から24歳までの10年間を、1か月半で収録した。死去の場面の収録にあたっては、「気持ちを作ることに専念するために、1人で部屋に閉じこもった」といい、本作の収録を終えた内山を、プロデューサーは「まったく顔つきが変わっていた」と驚いたという。

## 作品の評価
関東地区の視聴率はビデオリサーチ調べで15.5%を記録した。
毎日新聞の番組紹介では、樋口一葉は「明治中期の作家」としては知られるものの、20歳代で死去した生涯は詳しく知られてはいないことから、男性優位の社会において女性の社会進出の道を広げた人物として一葉を描写した、タイミングの良い作品として紹介された。史実には無い、森鴎外による一葉の小説の評価などの場面を加えることで、ドラマに厚みを持たせた点も評価された。
全日本テレビ番組製作社連盟によるATP賞テレビグランプリでは、第22回（2005年）のドラマ部門の優秀賞を受賞した。主演の内山理名は、本作で新境地を開いたことが、日本映画テレビプロデューサー協会によるエランドール賞の2006年の受賞の理由の一つとなった。
その一方では、一葉の小説には、遊女の妹、職業女性、酌婦、夫との不和に悩む女性などの登場が多いことから、作家としての苦心や、時代の陰影の描写を望む声もあった。日本近現代文学やジェンダー論を専攻する大学教員の藤木直実は、一葉の人物像が脚本家らによって作品化され、内山や永井大のような人気俳優によって演じられることで、大衆化されて陳腐なものとなり、作家としての本来の姿からは乖離しているとも指摘した。
コラムニストの林操によれば、「新札発行記念ドラマ」と銘打たれていたため、元銀行員が日銀提供と勘違いして、義理で最後まで見て、翌日寝坊したというケースや、番組宣伝で横書きの番組名を見て「樋（ヒ）ロー葉（ツバ）物語」と思い込んで、型破りなお笑いを期待したところ、実際には地味なドラマで裏切られたとの声もあったという。